# Ирак на летних Олимпийских играх 1992
Ирак принимал участие в Летних Олимпийских играх 1992 года в Барселоне (Испания) в восьмой раз за свою историю, но не завоевал ни одной медали. 

## Результаты соревнований

### Бокс
| Категория | Спортсмены  | Первый раунд             | Второй раунд                          | Четвертьфинал        | Полуфинал            | Финал                | Место |
| Категория | Спортсмены  | Соперник Результат       | Соперник Результат                    | Соперник Результат   | Соперник Результат   | Соперник Результат   | Место |
| --------- | ----------- | ------------------------ | ------------------------------------- | -------------------- | -------------------- | -------------------- | ----- |
| до 54 кг  | Ахмед Абуд  |                          | IRLУэйн Маккаллох П 2:10              | Завершил выступление | Завершил выступление | Завершил выступление | 9     |
| до 71 кг  | Фурас Хашим | PURМигель Хименес В 10:3 | ASAМаселино Масоэ П RSC 1 раунд, 0:44 | Завершил выступление | Завершил выступление | Завершил выступление | 9     |

### Стрельба
Мужчины
| Соревнование        | Спортсмен     | Квалификация | Квалификация | Финал                | Финал                | Итоговое место |
| Соревнование        | Спортсмен     | Очки         | Место        | Очки                 | Место                | Итоговое место |
| ------------------- | ------------- | ------------ | ------------ | -------------------- | -------------------- | -------------- |
| Пистолет, 50 метров | Хассан Хассан | 550          | 28           | Завершил выступление | Завершил выступление | 28             |

### Тяжёлая атлетика
| Категория  | Спортсмены      | Вес    | Рывок | Рывок | Рывок | Толчок | Толчок | Толчок | Всего | Место |
| Категория  | Спортсмены      | Вес    | 1     | 2     | 3     | 1      | 2      | 3      | Всего | Место |
| ---------- | --------------- | ------ | ----- | ----- | ----- | ------ | ------ | ------ | ----- | ----- |
| до 60 кг   | Риад Хидхир     | 59,95  | 115   | 122,5 | 122,5 | 140    | 150    | 150    | 262,5 | 19    |
| до 82,5 кг | Салех Хадим     | 82,30  | 155   | 160   | 160   | 190    | 195    | 195    | 350   | 12    |
| до 90 кг   | Аталла Мухаммед | 88,1   | 160   | 160   | —     | —      | —      | —      | —     | —     |
| до 100 кг  | Назар Кадир     | 95,05  | 160   | 167,5 | 170   | 200    | 205    | 205    | 370   | 9     |
| до 110 кг  | Мухаммед Джовад | 109,85 | 152,5 | 157,5 | 160   | 192,5  | 197,5  | 200    | 357,5 | 14    |